# ZX Terralord
ZX Terralord (так же с 2021 года как ZX Weishi 1986) — пикап выпускающийся с 2016 года китайской компанией ZX Auto.

## История
Модель представлена в августе 2016 года на автосалоне в Чэнду. Журнал «За рулём» отмечал, что хотя дизайн модели и создавался явно с оглядкой на американские пикапы, однако, «какую-то конкретную модель не копирует, и образ получился собирательный и при этом весьма целостный».
В линейке компании модель сместила флагманскую ZX Grand Tiger, однако, в 2022 году уступила это место модели ZX Grand Lion.
На рынок Китая вышла в октябре 2016 года по ценам от 109 800 до 161 800 юаней (16 200 — 24 000 долларов).
В конце 2020 года произведён рестайлинг — новый бампер, решётка радиатора с характерной красной центральной рейкой, и улучшенная оптика.
В октябре 2021 года выпущена версия под названием Weishi 1986 оснащённая 2,0-литровым турбодизелем мощностью 166 л. с.

## Галерея

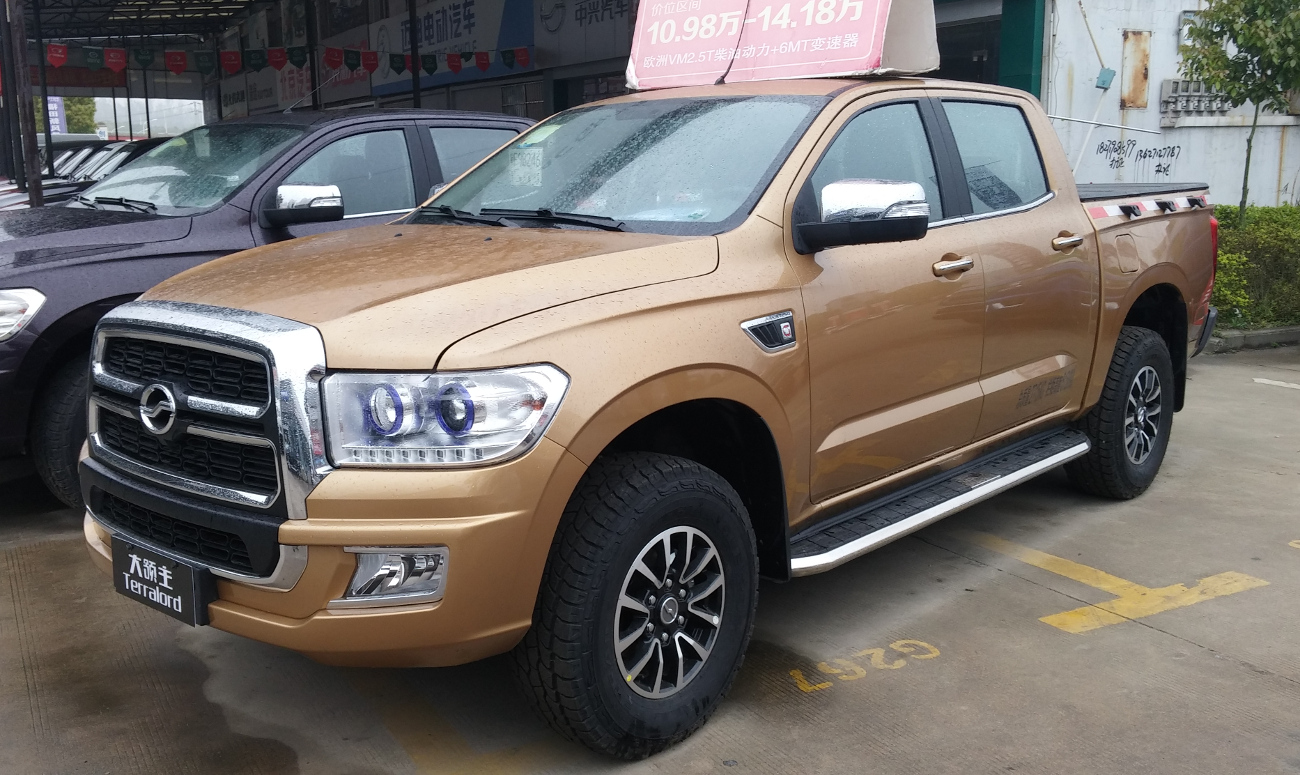
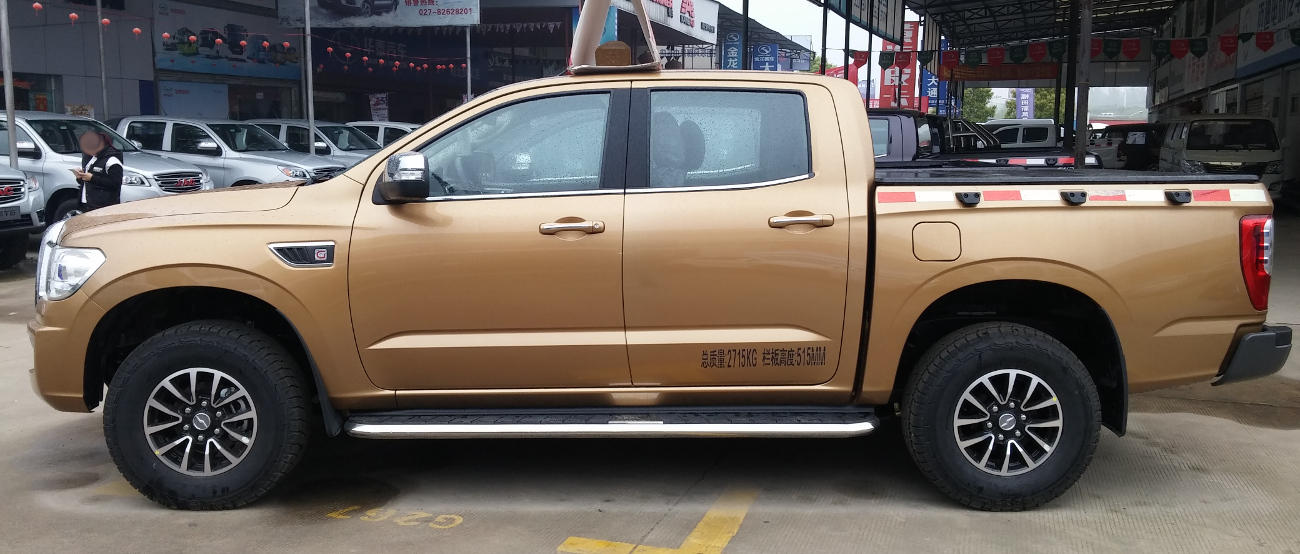
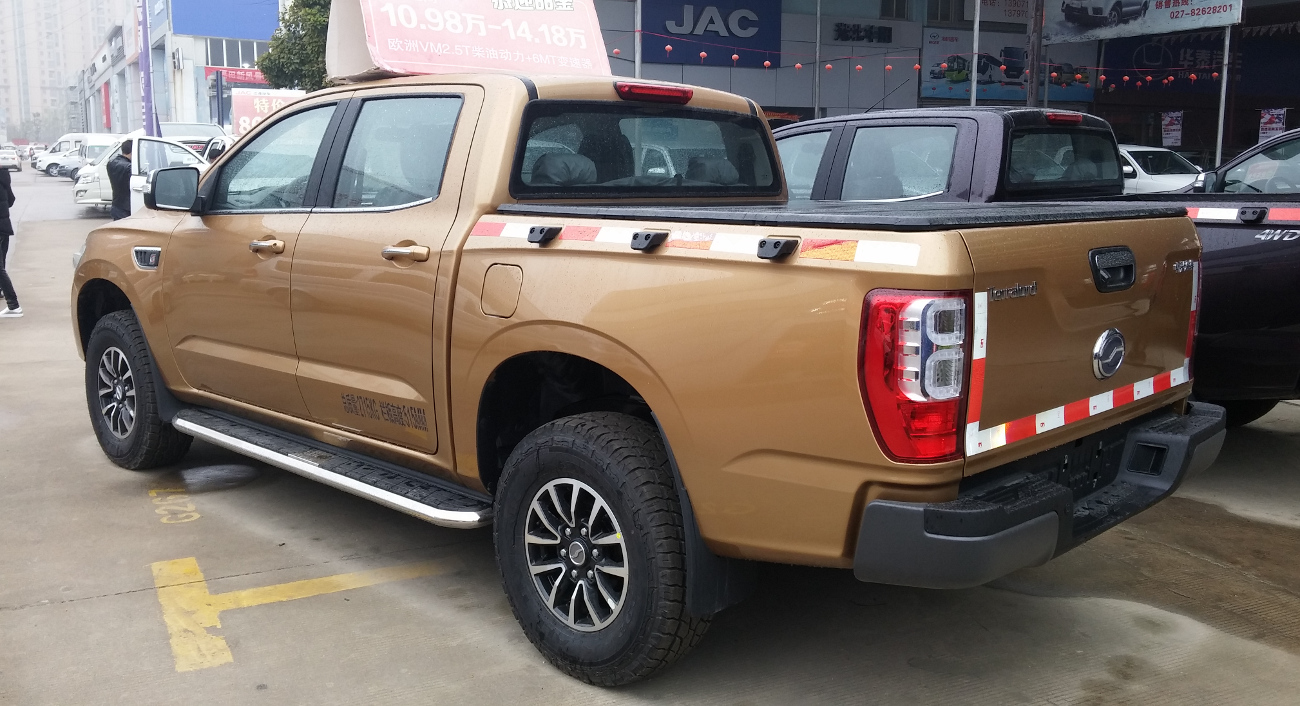

## Описание
Кабина может быть только двухрядной.
Габариты: длина — 5341 мм, ширина — 1885 мм, высота — 1815 мм; колёсная база — 3250 мм; длина грузовой площадки — 1530 мм.
Двигатели: турбодизель Isuzu объёмом 2,5 литра мощностью 136 л. с. или бензиновый турбомотор Mitsubishi объёмом 2,4 литра мощностью 218 л. с. 
Коробка передач — только 6-ступенчатая «механика».
Базовые версии имеют задний привод, опционально доступен полный — трансмиссия от BorgWarner с жестко подключаемым передним мостом.
И для полноприводных и для заднеприводных версий как внедорожная опция доступна блокировка заднего дифференциала.